# Sara Pascoe
Sara Patricia Pascoe, född 22 maj 1981 i Dagenham i London, är en brittisk komiker och författare. Hon har medverkat i TV-program som 8 Out of 10 Cats (Channel 4), QI (BBC) och Taskmaster (Dave). Hennes böcker Animal: The Autobiography of a Female Body och Sex Power Money handlar om den kvinnliga kroppen respektive sexarbete och mäns sexualitet.

## Biografi

### Uppväxt och studier
Pascoe är dotter till  jazzmusikern Derek Pascoe och Gail, född Newmarch. På moderns sida är hon ättling till författaren Rosa Newmarch. Hon växte upp i London-stadsdelen Romford och föddes när hennes mor var 18 år, vilken fram till 25 års ålder fick ytterligare tre barn. Föräldrarna skilde sig när Pascoe var liten och hon uppfostrades därefter av modern. Derek Pascoe flyttade så småningom till Australien.
Under uppväxten var Pascoe nyfiken och hade bestämda åsikter om olika frågor, och hennes mor hade en öppen attityd kring sexuella och kontroversiella frågor som hon överförde till sin dotter. Sara Pascoe hittade runt 12 års ålder ett antal feministiska böcker, som hon läste från pärm till pärm. Böcker som Germaine Greers Den kvinnliga eunucken kom för ett antal år framöver att fungera som ett slags "bibel" för Pascoes tankar och politiska åsikter. Den absoluta övertygelsen om hur världen fungerade avlöstes av en något mindre tvärsäker efter 20 års ålder, när hon börjat studera vid universitetet.
Pascoe studerade vid Eastbury Comprehensive School i Barking. Senare läste hon vid Gaynes School i Upminster. 1997 gjorde Pascoe abort, vilken hon berättat om i sin bok Animal: The Autobiography of a Female Body.
Under en tid siktade Pascoe på studier i filosofi vid University of Cambridge, inspirerad av boken Sofies värld och sin önskan att bli en del av universitetets teaterensemble Footlights. Det slutade med att hon kom att läsa engelska vid University of Sussex, där hon blev bekant med Cariad Lloyd.

### Från turistguide till TV-komiker
Efter examen arbetade Pascoe som skådespelare och drygade ut sina magra inkomster med tillfälliga arbeten. Ett tag arbetade hon som turistguide i London, med arbetsplats på taklösa turistbussar, tillsammans med Cariad Lloyd. De två har sedan studietiden varit nära vänner, arbetat ihop på en mängd uppdrag samt en tid även delat boende.
Hon inledde sin verksamhet som ståuppkomiker 2007. Hennes målsättning hade dessförinnan varit att få arbeta med politisk teater, och ståuppkomik fick lov att bli en sorts ersättning för den ambitionen. Hon ser ståuppkomik som en reaktion och skrattspegel för det som händer i samhället.
I augusti 2010 uppträdde hon för första gången på Edinburgh Festival Fringe, med föreställningen Sara Pascoe vs Her Ego.
Pascoe kom under 2010-talet att bli en återkommande gäst i olika TV-sända lekprogram, TV-soffor och underhållningsprogram. Det inkluderar 8 Out of 10 Cats Does Countdown, Bäst i test England och Would I Lie to You?. Hon var medförfattare till humorprogrammet Girl Friday på Channel 4. 2012 började hon medverka i den TV-sända Live at the Apollo på Hammersmith Apollo, och året efter dök hon upp som panelmedlem BBC:s infotainment-program QI.

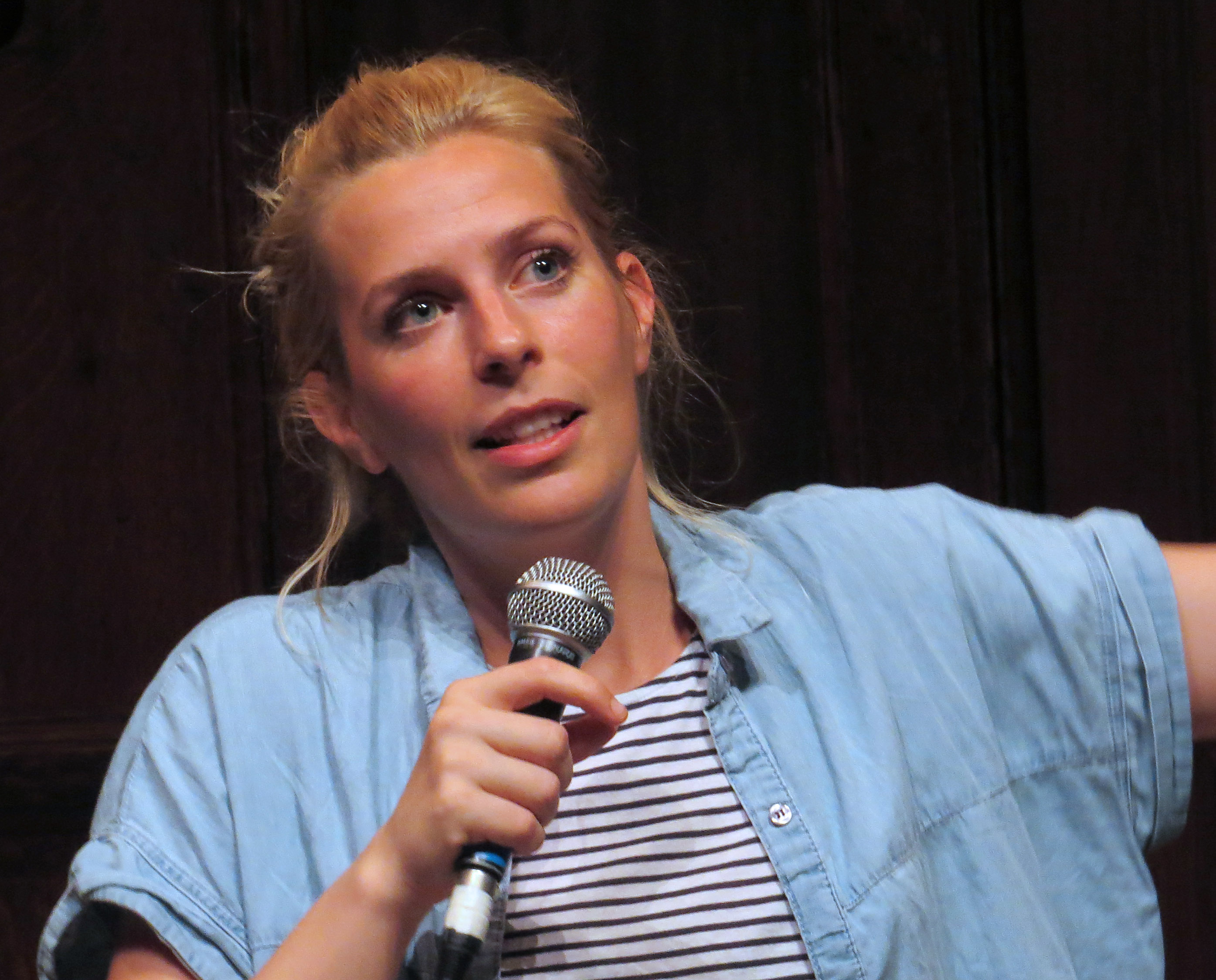
Sara Pascoe 2014, under inspelningen av Sara Pascoe vs History.

2014 turnerade hon för första gången runt Storbritannien, med sin föreställning Sara Pascoe vs History. Året efter var hon panelmedlem i två Radio 4-program – den populärvetenskapliga The Infinite Monkey Cage och frågesporten The Unbelievable Truth.
2016 var Pascoe en av ett antal kändisar som turnerade runt Storbritannien till stöd för Jeremy Corbyns valkampanj, i samband med hans försök att bli Storbritanniens premiärminister.

### Författarskap
Sara Pascoe har författat två böcker, båda med koppling till sexualitet och relationer. Den första, 2016 års Animal: The Autobiography of a Female Body, var en personlig tolkning av kvinnokroppen och hur det är att leva som kvinna. Den har beskrivits som en intelligent inblick i bakgrunden till kvinnligt beteende och en underhållande utredning av vad hos en kvinna som kan vara genetiskt betingat.
Därefter inledde hon en ståuppturné med samma namn som boken. Samma år, 2016, deltog hon även i tävlingsprogrammet Taskmaster, TV-sänd under hösten på kanalen Dave.
Hennes andra bok kom 2019. Sex Power Money var ursprungligen tänkt som en motsvarande utforskning av den manliga kroppen och beteendet, men under resans gång skiftade fokus mot hur pengar och makt spelar så stor roll för formandet av den manliga (heterosexuella) sexualiteten och identiteten. Hon kom därmed att ägna en hel del energi åt att reda ut hur den moderna världen är uppbyggd kring könsojämlikheter som har rötter i evolutionen. Hon har även varit värd för en podd med samma namn, där hon intervjuat personer med erfarenheter av striptease, produktion av pornografi och andra typer av sexarbete.
Pascoe betraktar sitt skrivande som en nödvändig utvidgning av sin ståuppkomik, för ämnen som är för allvarliga eller komplexa för att passa som en eller några enstaka sketcher på en scen. Den biologiska vinkeln på sina beskrivningar av kvinnors och mäns beteenden kom delvis som en reaktion mot den kanske vanligaste förklaringsmodellen hos nutida feminism, som handlar om att alla orsaker till feminismens utmaningar står att finna i hjärnan och den moderna kulturen. Genom att se på likheterna i uppförande mellan människan och hennes närmaste släktingar i djurriket har Pascoe blivit mer trygg i sin hantering av likheter och olikheter mellan kön, samhällsklasser och folkgrupper. Hon ser civilisationen som en sorts tämjande av våra djuriska beteenden, för att bättre kunna hantera vårt sociala liv i en mer kulturellt avancerad miljö. Som exempel på ett genetiskt betingat men högst obekvämt koncept nämner hon hebefili – (oftast) heterosexuella mäns dragning till tonåriga flickor. Fenomenet är gynnsamt ur ett evolutionsmässigt perspektiv, eftersom postpubertala flickor är fertila samt ofta lättare att dominera (och para sig med). Detta biologiska perspektiv kan förklara vissa sexuella fantasier, samtidigt som hänsynsfulla medmänniskor behöver undvika utlevandet av sådana fantasier i sina verkliga liv.
Pascoe anser också att vår medvetna eller omedvetna osäkerhet i närvaro av personer som inte liknar oss kan förklara förekomsten av rasism hos snart sagt alla människor. Angående framtiden är hon försiktigt positiv. Hon håller med Steven Pinker om att människan är ett självtämjande djur, som generation för generation blir alltmer medvetet om de negativa effekterna av krig och maktmissbruk i allmänhet och därför allt mindre lockat till att utnyttja dessa maktmedel. I sina böcker försöker Pascoe att inte framhäva de teorier som hon förklarar som absolut sanning, utan just som teorier.

### Senare år i övrigt

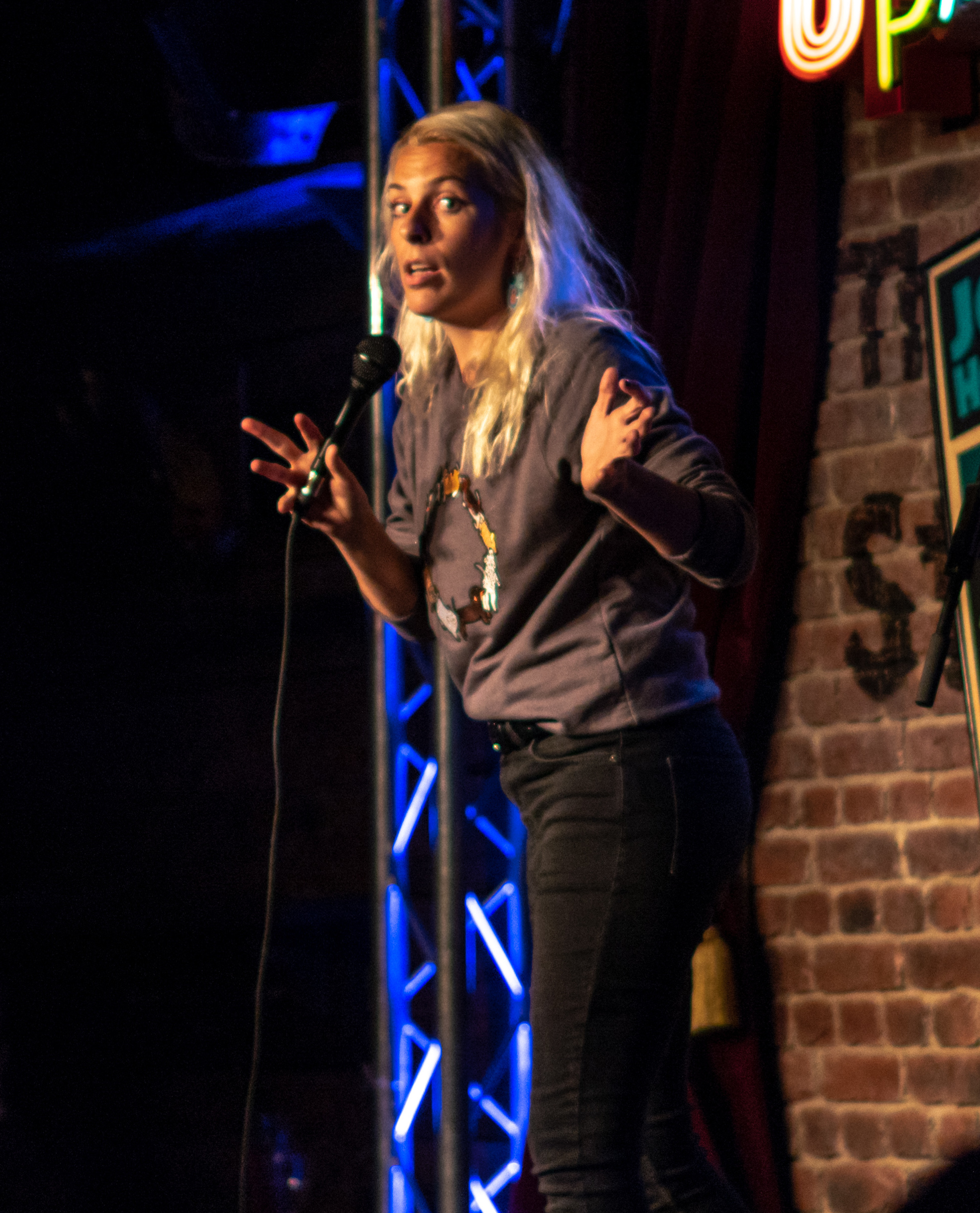
Pascoe på scen under 2018 års Up the Creek.

Sara Pascoe har deltagit i alla tre av Frankie Boyles BBC årliga programserier under titeln Autopsy (2014–2016), där hon diskuterat politiska frågor. Sedan 2017 har hon varit en återkommande gäst i hans temaserie Frankie Boyle's New World Order.
I februari 2018 var Pascoe programledare för den nya Radio 4-serien Modern Monkey. Den går vidare med hennes utforskanden av människans beteende och dess djuriska rötter. I de fyra halvtimmeslånga avsnitten behandlas ämnena mord, svartsjuka, revir och välgörenhet. I en intervju 2020 avslöjar hon att hennes nästa bok antagligen kommer att ha mord som tema.
2020–2021 påverkade covid-19-pandemin både Pascoes och andra ståuppkomikers liv hårt, med nedstängningar av i princip alla offentliga tillställningar alternativt virtuella framträdanden. Under pandemin gjorde hon dock en del TV-framträdanden samt blev intervjuad i samband med marknadsföringen av hennes böcker.
I oktober 2020 hade hennes sex delar långa komediserie Out of Her Mind premiär på BBC Two. Serien, där hon utforskar hjärtesorg, familjen och hur man överlever båda två, är löst baserad på hennes eget liv, och i serien spelar Pascoe en version av sig själv. I serien medverkar dessutom bland annat Juliet Stevenson och Cariad Lloyd. I december samma år hade hennes tre delar långa BBC Two-serie Last Woman on Earth with Sara Pascoe premiär.
I september 2021 offentliggjordes att Pascoe skulle bli värd för den åttonde säsongen av The Great British Sewing Bee, som ersättare för Joe Lycett.

## Privatliv
Pascoe bor i London. Mellan 2013 och 2016 dejtade hon komikern John Robins. Deras förhållande och dess efterspel bildade 2017 grund för Pascoes show LadsLadsLads på Edinburgh Festival Fringe. 2020 gifte hon sig med komikerkollegan Steen Raskopoulos.